# Korinantin
Korinantin (rauhimbin) je alkaloid prisutan u biljkama vrsta Rauvolfia i Pausinystalia (ranije poznatih kao Corynanthe). On je jedan od dva dijastereoizomera johimbina, dok je drugi rauvolscin. On je takođe srodan sa ajmalicinom.